# Jaap-Derk Buma
Jaap-Derk Buma, né le 27 août 1972 à La Haye, est un joueur néerlandais de hockey sur gazon.

## Palmarès
- Médaille d'or aux Jeux olympiques de Sydney en 2000[1]